# سدا دولوخانیان
سدا کارنی دولوخانیان (ارمنی: Սեդա Կարենի Դոլուխանյան؛ انگلیسی: Seda Doloukhanyan؛ زادهٔ ۴ ژوئن ۱۹۳۹) شیمی‌فیزیکدان و استاد اهل ارمنستان است.

## زندگی‌نامه
وی در ۴ ژوئن ۱۹۳۹ در ایروان به دنیا آمد و از دانشگاه پلی‌تکنیک ارمنستان (۱۹۶۱) فارغ‌التحصیل گشت. وی برنده جوایزی همچون جایزه دولتی ارمنستان شوروی (۱۹۸۰) و جایزه دانشمند سال ایالات متحده (۲۰۰۱) شد.

## یادداشت
1. ↑  տեխնիկական գիտությունների դոկտոր
2. ↑  ֆիզքիմիկոս
3. ↑  ԱՄՆ-ի «Տարվա գիտնական» կոչում